# Duilio Del Prete
Pour les articles homonymes, voir Prete.
Duilio Del Prete (né le 25 juin 1938 à Coni et mort le 2 février 1998 à Rome) est un acteur et un chanteur italien.

## Filmographie partielle

### Cinéma
- 1968 : L'Enfer de la guerre (Commandos) d'Armando Crispino
- 1972 : L'Assassinat de Trotsky (The Assassination of Trotsky) de Joseph Losey
- 1972 : Alfredo, Alfredo de Pietro Germi
- 1973 : Le Témoin à abattre (La Polizia incrimina la legge assolve'') de Enzo G. Castellari
- 1973 : Nous voulons les colonels (Vogliamo i colonelli) de Mario Monicelli
- 1973 : Le Salopard (Senza ragione'') de Silvio Narizzano
- 1973 : Sexe fou (Sessomatto) de Dino Risi
- 1974 : Daisy Miller de Peter Bogdanovich
- 1974 : Il sorriso del grande tentatore de Damiano Damiani
- 1975 : Enfin l'amour (At Long Last Love) de Peter Bogdanovich
- 1975 : Mes chers amis (Amici miei) de Mario Monicelli
- 1975 : Divine Créature (Divina creatura) de Giuseppe Patroni Griffi
- 1977 : Caresses bourgeoises (Una spirale di nebbia) d'Eriprando Visconti
- 1978 : Sam et Sally : Épisode, Bedelia, réalisé par Robert Pouret : (Albin)
- 1980 : On n'est pas des anges... elles non plus de Michel Lang
- 1982 : Le Cadeau de Michel Lang
- 1983 : Mystère de Carlo Vanzina
- 1988 : I giorni del commissario Ambrosio de Sergio Corbucci

### Télévision
- 1988 : L'Argent de Jacques Rouffio